# Ергастул
Ергастул (множина: ergastula) — римська будівля, яка використовувалася для утримання в ланцюгах небезпечних рабів або для їх покарання. Ергастул зазвичай будувався як глибока яма з дахом під рівнем землі, достатньо велика, щоб раби могли працювати в ній, і містила вузькі місця, в яких вони спали. Ергастули були поширеними спорудами на всіх рабовласницьких господарствах (латифундіях). Етимологія сперечається між двома можливими грецькими коренями цього терміну: ergasterios — «майстерня» та ergastylos — «стовп, до якого прив’язують рабів».
Ергастул був визнаний незаконним під час правління Адріана в рамках низки реформ, спрямованих на покращення умов для рабів.
Колумелла у своїй Res Rustica стверджувала, що підземний ергастул повинен бути освітленим вікнами з вузькими ґратами, які досить віддалені від землі, задля того,щоб до них не можна було дістатися рукою . У виданні Loeb Classical Library 1941 року  Х. Б. Еш переклав частину з книги 1, розділу 8 Res Rustica як: «Знову ж таки, усі обережні люди мають звичай оглядати робітничий будинок в’язнів [ ergastuli  ], щоб з’ясувати, чи ретельно вони заковані в ланцюги, чи є місця ув’язнення цілком безпечними й чи належним чином охороняються, чи наглядач закував чи зняв з раба кайдани без відома пана». Еш перекладає термін ergastulis як «ланцюгові банди» після його першої появи в Res Rustica у книзі 1, розділі 3 .
Термін також використовується  для опису будь-якої маленької римської в'язниці. 